# Remigiodes remigina
Remigiodes remigina là một loài bướm đêm trong họ Noctuidae.